# CAPEレシオ
CAPEレシオ（、英: cyclically adjusted price-to-earnings ratio）は、景気循環調整後の株価収益率（PER）を示す投資指標である。株式市場の長期的な評価に用いる。

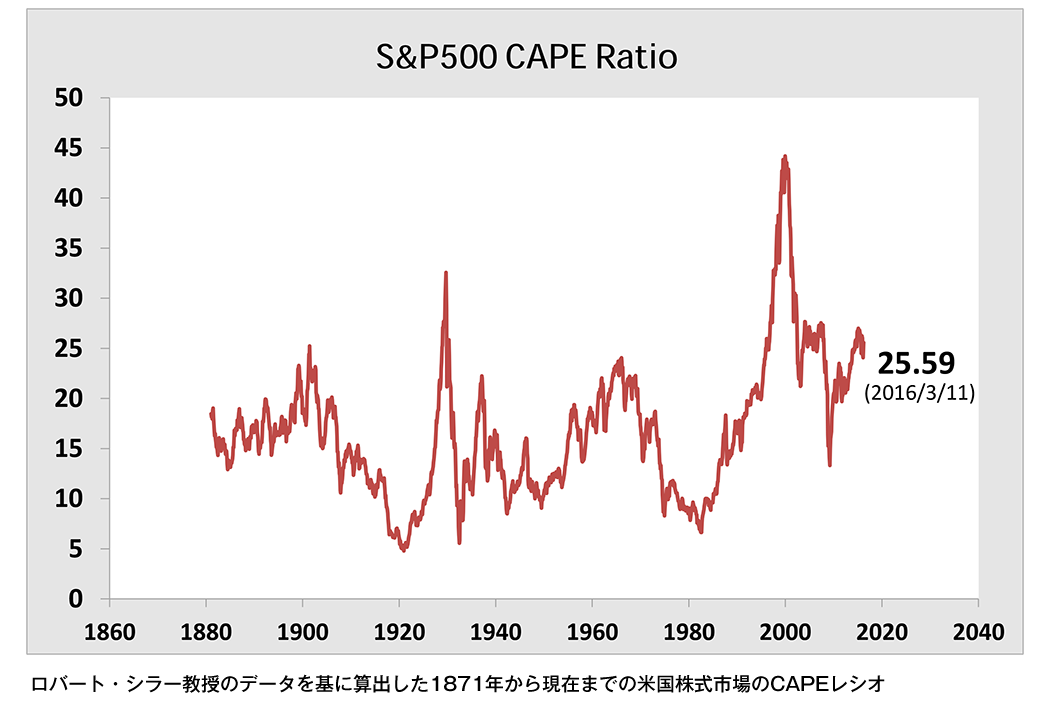
S&P 500指数を基に算出した1871年から現在までの米国株式市場のCAPEレシオ。2016年3月11日時点では25.59となる

1988年にエール大学のロバート・シラー教授とジョン・キャンベルが公式に定義し、シラーPERとも呼ばれる。単年度の1株当たり利益ではなく、インフレ調整後1株当たり利益の10年移動平均値を用いてPERを計算する。これにより一時的要因による収益変動や景気循環の影響が除外されるため、実質的な企業収益力との関係で株価の割高・割安性が示される。